# Pleasant View (Utah)
Pleasant View é uma cidade localizada no estado norte-americano de Utah, no Condado de Weber.

## Demografia
Segundo o censo norte-americano de 2000, a sua população era de 5632 habitantes. Em 2006, foi estimada uma população de 6486, um aumento de 854 (15.2%).

## Geografia
De acordo com o United States Census Bureau, a cidade tem uma área de 17,4 km².

## Localidades na vizinhança
O diagrama seguinte representa as localidades num raio de 8 km ao redor de Pleasant View.